# Aix-en-Provence Open 1984
L'Aix-en-Provence Open 1984 è stato un torneo di tennis giocato sulla terra rossa. È stata la 4ª edizione del torneo, che fa parte del Volvo Grand Prix 1984. Si è giocato a Aix-en-Provence in Francia dal 23 al 29 aprile 1984.

## Campioni

### Singolare maschile
Juan Aguilera ha battuto in finale  Fernando Luna con il punteggio di 6–4, 7–5

### Doppio maschile
Pat Cash /  Paul McNamee hanno battuto in finale  Chris Lewis /  Wally Masur con il punteggio di 4–6, 6–3, 6–4